# Polatköyü, Arpaçay
Polatköyü là một xã thuộc huyện Arpaçay, tỉnh Kars, Thổ Nhĩ Kỳ. Dân số thời điểm năm 2010 là 588 người.